# Бодров, Кузьма Александрович
Кузьма Александрович Бодров (род. 1980) — российский композитор, пианист, педагог, лауреат всероссийских и международных конкурсов.

## Биография
Кузьма родился 7 июня 1980 года в городе Ош (Кыргызстан). С детских лет учился в музыкальной школе по классу скрипки и фортепиано. В то же время начинает изучать композицию.
С 1996 по 2000 годы учился в музыкальном училище в городе Бишкеке (Кыргызстан).
В 2000 году поступает в Московскую государственную Консерваторию им. П. И. Чайковского.
В 2005 году поступает в аспирантуру при консерватории, где и обучается по классу композиции у профессора А. В. Чайковского. Обучаясь в аспирантуре, пишет диссертацию на тему творчества Дж. Палестрины и эпохи Возрождения. Заканчивает аспирантуру в 2008 году.

### Преподавательская деятельность
В 2006 году, учась в аспирантуре, начинает преподавать в Московской консерватории композицию, полифонию, гармонию и музыкальную форму. Является ассистентом профессора А. Чайковского. На кафедре оперно-симфонического дирижирования Московской консерватории работал как пианист. Доцент Московской консерватории.
Преподаёт в РАТИ ГИТИС, на Высших курсах режиссёров и сценаристов. Является приглашенным профессором Высшей школы музыки Катарины Гурски в Мадриде. Регулярно преподаёт в образовательном центре «Сириус» в Сочи.

### Участие в конкурсах и фестивалях

#### Конкурсы
Становится лауреатом всероссийских и международных конкурсов:
1998 — 1 премия за Сонату для фортепиано (Масса, Италия)
2000 — 1 премии в двух номинациях на конкурсе им. А. Скрябина (Москва)
2006 — 1 премия за концерт для скрипки с оркестром им. Д. Д. Шостаковича (Санкт-Петербург)
2006 — 1 премия и специальный приз от оркестра за Симфониетту на Пифийских играх (Санкт-Петербург)
2008 — 3 премия на конкурсе им. А.Петрова (Санкт-Петербург)
2012 — 1 премия на конкурсе им. Мясковского (Москва)
Неоднократно являлся обладателем Премии Д. Д. Шостаковича, которую вручает Московская консерватория.

#### Фестивали
Принимал участие в фестивалях, в том числе:
2002, 2003 — «Молодёжные Академии России»
2003 — «Opus первый» (Россия)
2008 — Бетховенский фестиваль в Бонне (специальный заказ Deutsche Welle на «Каприс» для скрипки с оркестром)
2008 — Musik an der Eth (Швейцария)
Зимний фестиваль искусств Юрия Башмета в Сочи
Aspekte Salzburg
Принимал постоянное участие в мастер-классах Р. Щедрина, А. Пярта, Ю. Буцко.

### Сочинения
- Автор нескольких произведений, написанных для мессы Его Святейшества Папы Римского Бенедикта XVI в Мадриде, в августе 2011 года.
- Симфония для Большого симфонического оркестра.
- Опера «Х. М. Смешанная техника», (Музыкальный театр им. Станиславского и Немировича — Данченко, Москва)[5].
- Увертюра для большого симфонического оркестра «Вологодские кружева».
- Концерт для скрипки с оркестром.
- Концерт для фортепиано с оркестром.
- Концерт для альта с оркестром.
- Концерт для гуслей и камерного оркестра.
- Каприччио для скрипки с оркестром.
- Каприс для скрипки с оркестром.
- Симфониетта для камерного оркестра.
- Дивертисмент для камерного ансамбля.
- Рейнская соната для скрипки и фортепиано.
- Соната № 2 для скрипки и фортепиано.
- Соната для виолончели и фортепиано.
- Квартет для струнных[4].

Также им написана музыка к театральным постановкам, к телевизионным и анимационным фильмам, он написал музыку к фильмам К. Хабенского «Собибор» и П. Лунгина «Братство», к короткометражке Яблоня (2021).

### Сотрудничество

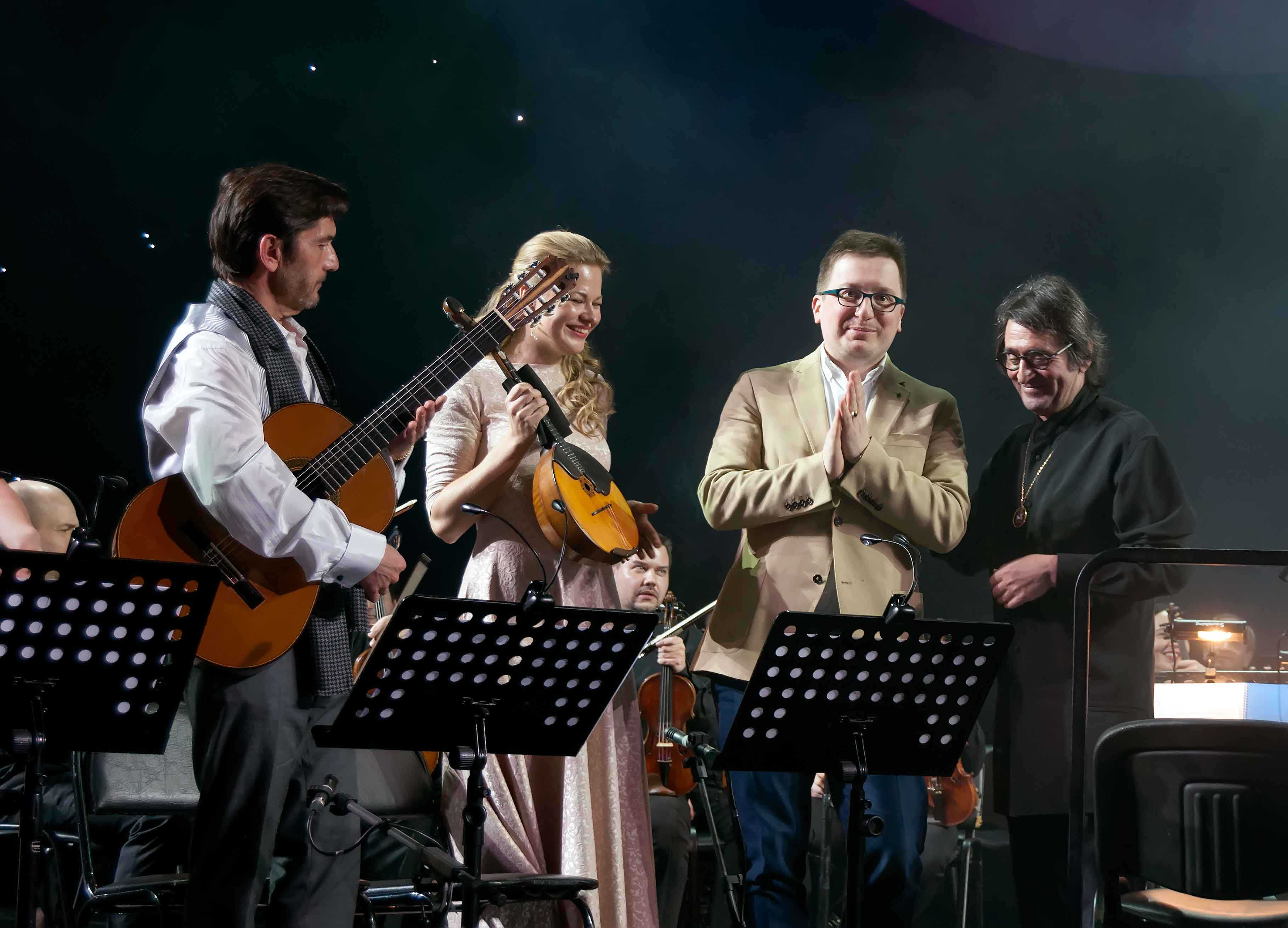
Концерт "Россия и карта мира"
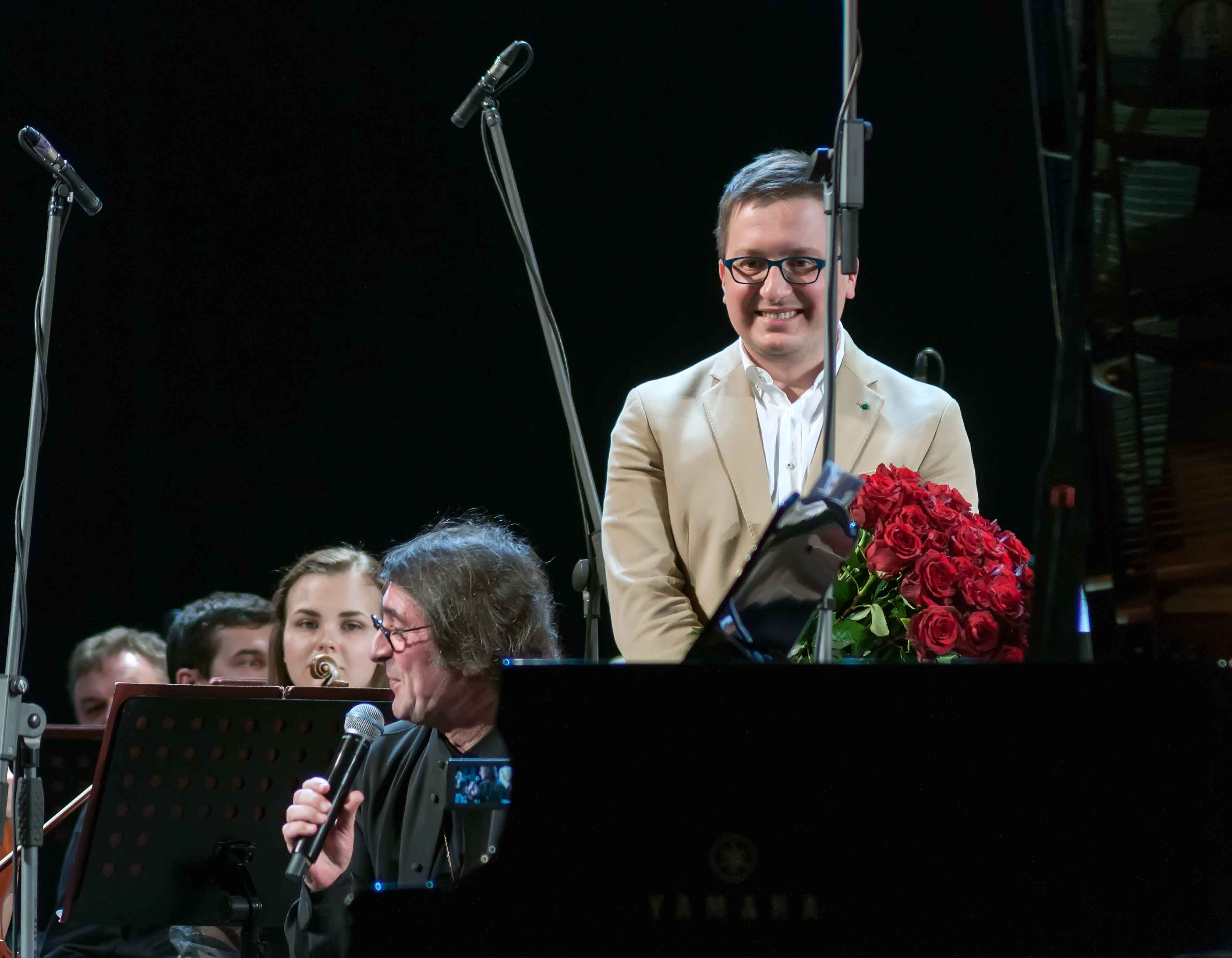
Гала-концерт закрытия Башмет Фест
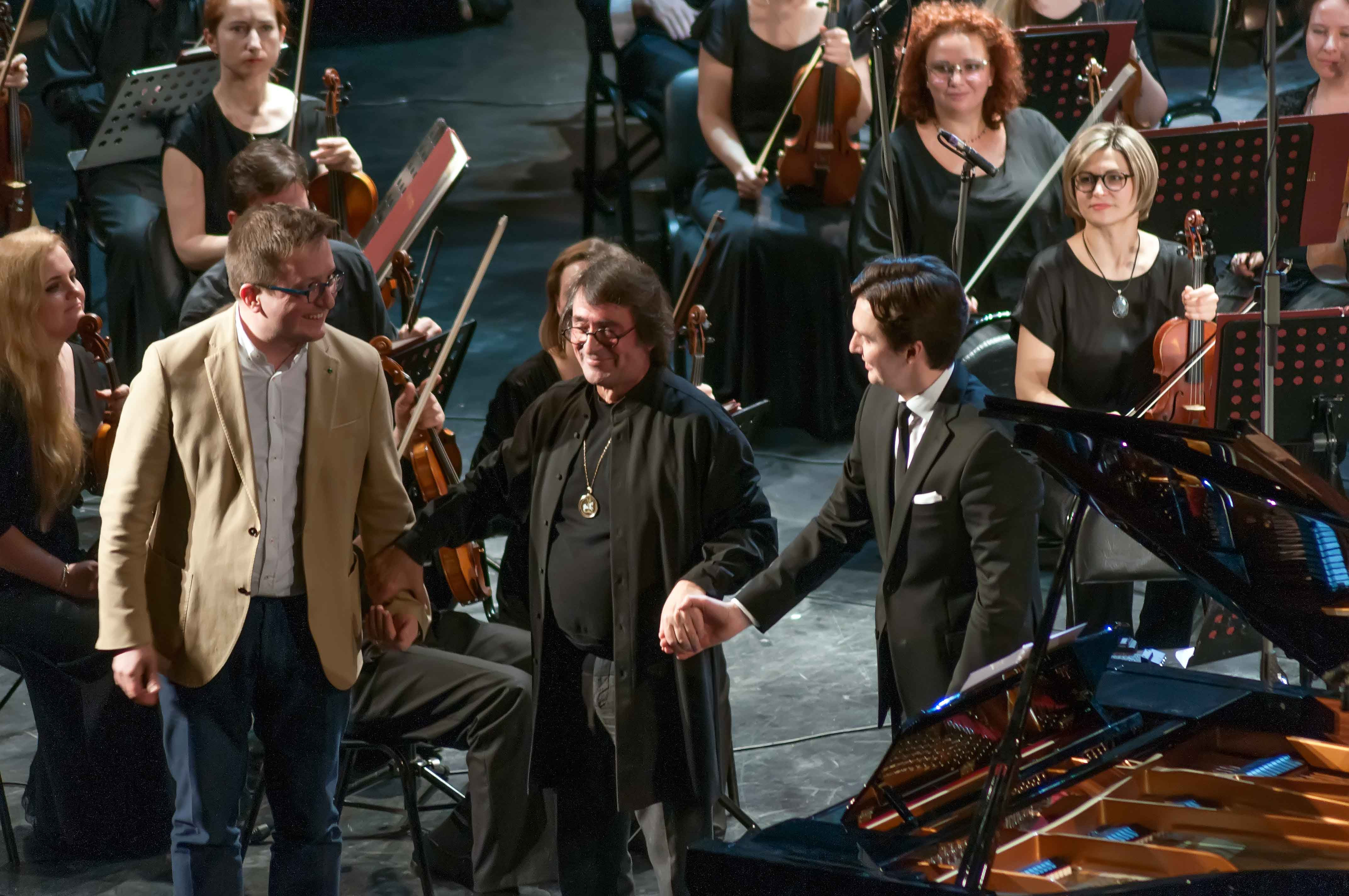
Гала-концерт закрытия Башмет Фест

С оркестрами: Новая Россия, Солисты Москвы, Национальный симфонический оркестр НФОР, Оркестр Московской филармонии, Государственным симфоническим оркестром Е. Светланова (Москва), оркестром «Русская филармония» (Москва), оркестром Капеллы им. Глинки (Санкт-Петербург), оркестром «Эрмитаж» (Санкт-Петербург), оркестром Краснодарской филармонии (Краснодар).
С ансамблями: Ансамблем солистов «Студии новой музыки» (Москва), Ансамблем солистов Московской консерватории, Ансамблем Pro Arte (Санкт-Петербург), Credo-квартетом.
С дирижёрами: Юрий Башмет, Юрий Симонов, Борис Тевлин, А. Сладковским, Александр Соловьев, Б. Кинтасом, В. Зивой, Сергей Стадлер, А. Титовым.
С исполнителями: Юрием Башметом, Б. Березовским, Н. Борисоглебским, Е. Мечетиной, С. Антоновым, Мария Байо, Тростянским, Вадимом Холоденко, Ревичем и другими.